# Edmond Bloud
Pour les articles homonymes, voir Bloud.

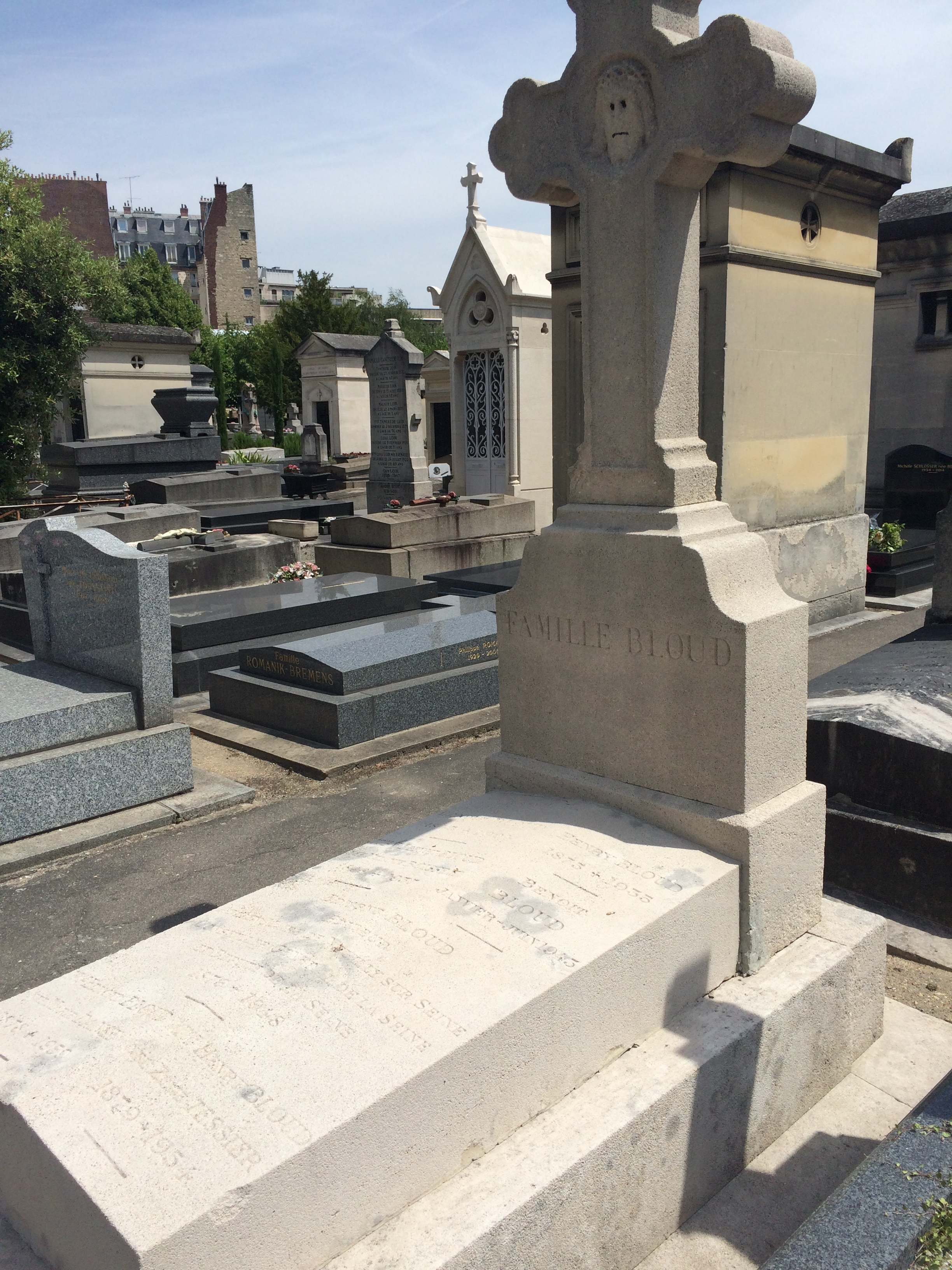
Tombe de Edmond Bloud au cimetière ancien (3e div.) de Neuilly-sur-Seine.

Edmond Bloud, né le 10 décembre 1876 à Paris et mort le 16 mai 1948 à Neuilly-sur-Seine (Seine) est un éditeur et homme politique français.

## Biographie
Edmond Antony Joseph Bloud est le fils de Benoît Bloud (1843-1904), libraire au carrefour de l'Observatoire à Paris, propriétaire de la maison d'édition Bloud et Cie, originaire de Verna (Isère), et de Catherine Boisseau (1846-1937). Il est le frère d'Henri Bloud (1875-1935), éditeur. 
Il suit des études de droit tout en préparant les licences ès lettres et ès langues vivantes. 
En 1902, il devient associé de la maison d'édition Bloud et Cie avec son frère et son père ; il en prend la direction le 29 avril 1911 en créant, en association à 40 % avec Francisque Gay, les éditions Bloud et Gay spécialisées dans les publications catholiques, qui compteront des succursales à Barcelone et à Dublin, et les Disques Lumen. 
Edmond Bloud est membre du Comité catholique de propagande français à l'étranger. En 1915, il fonde, sur demande de Paul Claudel et de Théophile Delcassé, ministre des Affaires étrangères, le Comité catholique des amitiés françaises à l'étranger. Il est conférencier et auteur de diverses études politiques sur l'Allemagne et le pangermanisme mais aussi sur le Parti démocrate populaire (PDP), devenu le Mouvement républicain populaire (MRP).
De 1927 à 1942, il est maire de Neuilly-sur-Seine, durant son mandat il fait construire l'hôpital de la ville de Neuilly-sur-Seine, inauguré en 1935. Il est également conseiller général du canton de Neuilly-sur-Seine de 1920 à 1929.
Le 22 avril 1928, proche du mouvement Le Sillon, il se présente aux élections législatives sur la liste des Comités républicains nationaux, libéraux et anticartellistes (Union républicaine et démocratique). Élu à une forte majorité député de la Seine dans la 9e circonscription de Saint-Denis, il est réélu au premier tour en 1932 sur la liste du Groupe républicain et social de Georges Pernot. Quatre ans plus tard, en 1936, il laisse son siège à Henri de Kérillis et ne se consacre plus qu'à sa maison d'édition et à ses fonctions municipales.

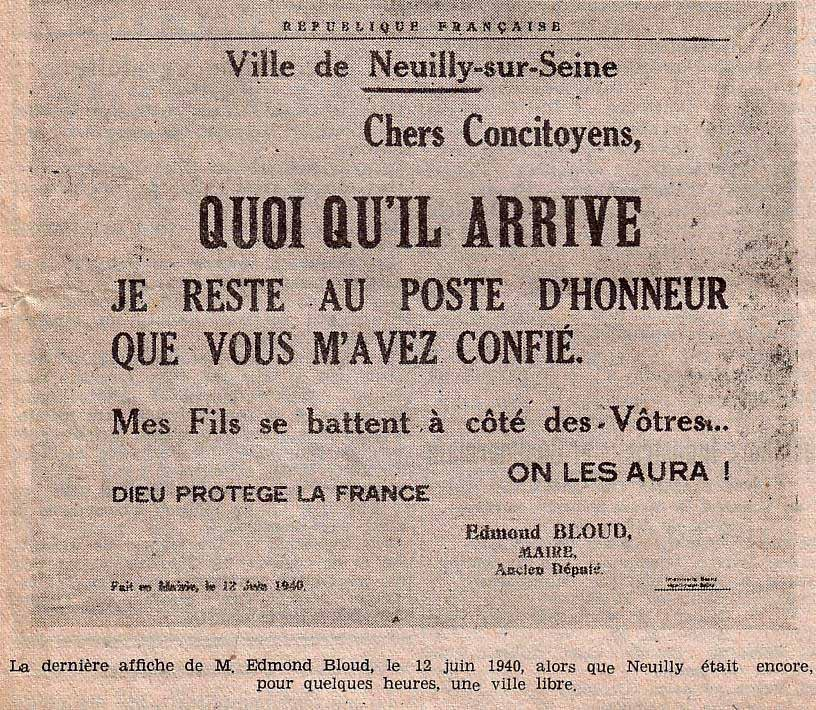
Affiche apposée sur les murs de Neuilly-sur-Seine, le 12 juin 1940.

Il fait placarder dans toute la ville, le 12 juin 1940, un message d'espoir sous la forme d'une affiche d'environ un mètre de hauteur. Lors de l'arrivée de la Wehrmacht à Neuilly-sur-Seine en 1940, Edmond Bloud accueille les officiers allemands dans leur propre langue, sur le parvis de l'hôtel de ville, ceint de son écharpe tricolore. Il parvient - fait sans doute unique - à les dissuader d'occuper l'hôtel de ville ainsi que l'hôpital municipal. 
Un an et demi plus tard, en janvier 1942, ses actes de Résistance lui valent d'être révoqué par le gouvernement de Vichy de ses fonctions de maire de Neuilly-sur-Seine. L'arrêté du ministre de l'intérieur, Pierre Pucheu, considère en effet que « M. Bloud (Edmond), maire de la ville de Neuilly-sur-Seine (Seine), n'apporte pas une aide efficace à l'œuvre de rénovation nationale ». 
Réhabilité par l'ordonnance de 1945, ses fonctions seront finalement reprises par Achille Peretti, élu maire en 1947. 
Il meurt le 16 mai 1948 en son domicile situé au passage Saint-Ferdinand à Neuilly-sur-Seine.
Edmond Bloud est inhumé au cimetière ancien de Neuilly-sur-Seine.

### Vie privée
Il se marie le 30 mai 1900 à Chaumont-en-Vexin (Oise) avec Marie Danse (1878-1959), fille de Jules Danse (1838-1924), clerc de notaire et de Marie Vandelet (1854-1925).
De ce mariage naîtront cinq enfants :
- Jean Bloud (1902-1989), marié avec Madeleine Nissou (1905-1999).
- Louis Bloud (1903-1981), marié avec Marie-Thérèse Jousseaume (1910-2009).
- Agnès Bloud (1905-1964), mariée avec André Dorémus (1899-1997).
- Monique Bloud (1908-1919).
- Anne-Marie Bloud.

## Mandats

### Mandats parlementaires
- 22 avril 1928 - 31 mai 1932 : Député de la Seine
- 1er mai 1932 - 31 mai 1936 : Député de la Seine

### Mandats locaux
- 1920 - 1929 : Conseiller général du canton de Neuilly-sur-Seine
- 1927 - 1942 : Maire de Neuilly-sur-Seine

## Source
- « Edmond Bloud », dans le Dictionnaire des parlementaires français (1889-1940), sous la direction de Jean Jolly, PUF, 1960 [détail de l’édition]